# Temnopleurus alexandri
Temnopleurus alexandri is een zee-egel uit de familie Temnopleuridae.
De wetenschappelijke naam van de soort werd in 1880 gepubliceerd door Francis Jeffrey Bell.